# 엘리오 (영화)
엘리오는 2025년 픽사가 월트 디즈니 픽처스를 위해 제작한 미국의 애니메이션 SF 모험 영화이다. 매들린 샤라피안, 도미 시, 아드리안 몰리나가 감독하고, 줄리아 초, 마크 해머, 마이크 존스가 각본을 썼으며, 샤라피안, 시, 몰리나, 초의 스토리를 바탕으로 한다. 요나스 키브레압, 조이 살다나, 레미 에저리, 브랜든 문, 브래드 개릿, 자밀라 자밀의 목소리가 출연한다. 이 영화는 엘리오 솔리스(키브레압)라는 11세 소년이 외계인에 의해 코뮤니버스(Communiverse)로 전송되어 우연히 지구의 은하계 대사가 되는 이야기를 다룬다. 그는 괴짜 외계 생명체들과 새로운 유대를 형성하고 은하계 규모의 위기를 헤쳐나가야 한다.
엘리오는 몰리나가 "젊은 소외에 대한 개인적인 성장 이야기"로 구상했다. 그는 군사 기지에서 자란 어린 시절과 캘리포니아 인스티튜트 오브 디 아츠에 입학하게 된 경험에서 영감을 받아 스토리를 개발했다. 이 영화는 2022년 9월 D23 엑스포에서 공식 발표되었으며, 몰리나와 드럼은 이미 각각 감독과 프로듀서로 프로젝트에 참여하고 있었다. 몰리나는 이후 코코 2 (2029) 작업을 위해 프로젝트를 떠났고, 2024년 8월에는 시와 샤라피안이 몰리나를 대신하여 주 감독을 맡을 것이라고 발표되었다. 제작팀은 우주 공간인 코뮤니버스의 모습을 만들기 위해 "컬리지 프로젝트"라는 과정을 고안했다. 픽사의 새로운 루나(Luna) 조명 도구 세트를 통해 팀은 조명과 영화의 전체적인 미학을 더 빠르게 정의할 수 있었고, 이는 가상 아나모픽 렌즈를 사용하여 촬영되었다. 음악은 롭 시몬센이 작곡하고 있다.
엘리오는 2025년 6월 10일 할리우드의 엘카피탠 극장에서 시사회로 공개되었으며, 2025년 6월 18일, 대한민국에서 극장 개봉했고, 2025년 6월 20일 미국에서 극장 개봉했다.

## 줄거리
항공우주 박물관에서 어린 엘리오 솔리스는 보이저 모형을 보고 외계인이 실제로 존재하는지 궁금해하기 시작한다.
몇 년 후, 그는 외계인에게 납치되기를 바란다. 브라이스와 케일럽 두 아이가 그의 햄 라디오를 건드려 그와 그 중 한 명과 싸움을 벌이게 된다. 이모의 직장에서 그는 건터 멜맥이라는 음모론자로부터 외계인이 실제로 존재할 수 있다는 이야기를 듣는다. 멜맥의 장치로 자신의 메시지를 녹음하려다가 이모의 일자리를 거의 잃을 뻔한다. 결국 이모는 그를 캠프로 보내는데, 거기서 아까 싸웠던 괴롭힘당하는 아이가 나타난다. 그가 그를 때리려던 순간, 외계 우주선이 도착하여 엘리오를 납치하고, 그는 매우 기뻐한다.
엘리오는 곧 코뮤니버스에 도착한다. 그곳은 온갖 종류의 외계인들이 자신들의 세계에서 얻은 지식을 다른 이들과 공유하는 곳이다. 그들은 엘리오의 자리에 복제 인간을 보내고, 그를 지구 대사 후보로 임명한다. 그가 고려되기도 전에, 그리곤이라는 다른 후보가 외계인들의 생명을 위협한다. 엘리오는 그리곤과 협상하기로 결정하지만, 그에게 좋은 아버지가 아니라고 말하며 무심코 그를 모욕한다. 도망치려던 중 그는 그리곤의 아들 글로든을 만나고, 글라돈을 인질로 삼아 그리곤이 코뮤니버스를 혼자 떠나게 하려 한다. 그들은 코뮤니버스으로 돌아가고, 그리곤은 글라돈이 다치지 않는 한 떠나기로 동의한다.
둘은 서로에게 마음을 열고, 엘리오는 외로움을 느끼고 글로든은 전쟁 기계가 되고 싶지 않아 한다. 엘리오는 글로든을 복제하여 함께 있을 수 있는 아이디어를 떠올린다. 진짜 글로든을 탈출 셔틀에 태우고, 그리곤에게는 가짜 글로든을 준다. 그러나 그리곤은 눈치채고, 대사 중 한 명인 퀘스타의 마음 읽기 능력을 사용하여 엘리오가 글로든을 어디에 숨겼는지 알아내고, 퀘스타에게 자신의 진짜 정체를 밝힌다. 그리곤이 아들을 찾기 위해 병사들을 보내는 동안, 엘리오의 거짓말에 슬퍼진 퀘스타는 그리곤을 피하기 위해 그를 집으로 돌려보낸다. 한편, 글로든은 우연히 셔틀을 시동시켜 지구로 향한다.
집으로 돌아온 엘리오는 절망하지만, 곧 이모가 자신의 복제 인간과 함께 자신을 찾아다니는 것을 발견한다. 이모는 복제 인간을 즉시 의심하게 된다. 둘은 화해하고 글로든을 구하러 가며, 복제 인간은 군대를 교란시키기 위해 자신을 희생한다. 그들은 셔틀을 조종하여 코뮤니버스으로 돌아가고, 브라이스와 멜맥에게 우주 잔해를 피하는 데 도움을 요청한다. 코뮤니버스에 도착한 그들은 죽음 직전의 글로든을 아버지에게 돌려주고, 아버지는 아들을 싸매기 위해 자신의 수트를 찢는다. 그리곤은 아들에게 사과하고 엘리오는 코뮤니버스에서 환영받으며 대사 역할을 맡게 된다. 엘리오는 그들의 제안을 거절하고 지구를 자신의 고향이라고 선언하며 작별 인사를 한다. 퀘스타는 그에게 절대 혼자가 아니라고 상기시켜준 후 그와 이모를 집으로 돌려보낸다.
나중에 엘리오는 브라이스와 함께 햄 라디오를 통해 글로든과 연락한다.

## 성우진
- 요나스 키브레압/송샘율 - 엘리오 솔리스, 복제 엘리오 솔리스 역: 외계인들에게 실수로 지구 대사로 오인된 11세 소년[5]
- 조이 살다나/김수영 - 올가 솔리스 역: 엘리오의 이모.[5] 솔리스는 원래 엘리오의 엄마로 쓰여졌고 아메리카 페레라가 목소리를 맡을 예정이었다.[6] 그러나 감독들이 "엘리오가 외계인에게 납치되기를 원하는 동기를 심화"하기를 원했기 때문에, 2024년 8월 페레라가 스케줄 문제로 프로젝트를 떠나면서 캐릭터가 다시 쓰여졌다.[7] 샤라피안은 "엄마와 아들의 관계는 너무 과하다는 생각이 들었다"고 말했다.[8]
- 레미 에저리/박주원 - 글로든 역: 엘리오가 친구가 되는 벌레 같은 외계인.[9] 그의 디자인은 유충 곤충과 완보동물을 포함한 미생물 생물에 대한 연구의 영향을 받았다. 애니메이션 감독 주드 브라운빌은 글로든을 "어딘가 신비롭고, 오싹하고, 불쾌하며, 이빨이 잔뜩 달린 작품"이라고 묘사했다.[8]
- 브랜든 문/김광국 - 헬릭스 역: 외계인 대사
- 브래드 개릿/최낙윤 - 그라이곤 군주 역: 글라돈의 아버지이자 덩치 큰 벌레 같은 외계인 전쟁 군주 및 대사[5]
- 자밀라 자밀/여민정 - 퀘스타 대사 역: 라디오돈트와 같은 외계인 대사[5]
- 딜런 길머/박준혁 - 브라이스 역
- 제이크 게트만/신동욱 - 케일럽 역
- 마티아스 슈바이크회퍼/서반석 - 테그맨 대사 역: 외계인 대사.[10] 슈바이크회퍼는 또한 이 영화의 독일어 더빙에서도 테그맨 대사의 목소리를 맡을 예정이다.
- 아나 데라레게라/장미 - 투라이스 역: 외계인 대사
- 오카츠카 아츠코/김도영 - 나오스 대사 역
- 셜리 헨더슨/장미 - 우우우 역: 푸른 젤리 같은 액체 슈퍼컴퓨터.[5] "물방울로 만든 스위스 칼"로 묘사된 트래비스 해더웨이는 "그녀는 스크린이 될 수 있고, 바이닐 플레이어가 될 수 있고, 프로젝터가 될 수 있으며, 엘리오가 쓸 펜으로도 나타날 수 있다"고 말했다.[8]
- 와타나베 나오미/김순미 - 아우바 대사 역: 외계인 대사.[11] 와타나베는 또한 이 영화의 일본어 더빙에서도 아우바의 목소리를 맡을 예정이다.
- 브랜든 헌트/한만중 - 멜맥 건터 역[12]
- 아니사 보레고/방시우 - 미라 대사 역: 외계인 대사
- 셸비 영/김순미 - 디플로 우주선 역
- 밥 피터슨/류승룡 - 우주 사용자 길잡이 역
- 케이트 멀그루/전숙경 - 박물관 전시 해설 역
- 타마라 튜니/한만중 - 마크웰 대령 역

## 제작

### 개발
2022년 9월 9일, D23 엑스포에서 픽사는 엘리오라는 새로운 오리지널 영화를 발표했으며, 아드리안 몰리나가 감독을 맡고 메리 앨리스 드럼이 프로듀싱을 맡기로 했다. 이 영화는 몰리나가 코코 (2017)를 공동 감독하고 공동 각본을 쓴 이후 단독으로 장편 영화를 감독하는 첫 작품이 될 예정이었다. 몰리나와 드럼은 이 영화에 대해 이야기하며 "우주에 우리만 있는 것이 아니고, 외계인에 대해 들었던 모든 것이 사실이라면 어떨까?"라는 질문을 던졌다. 그 직후, 외계어 텍스트로 "우리 지도자에게 데려가라"는 메시지가 담긴 화면 오류가 계획되어 있었다.
이 영화는 몰리나가 "젊은 소외에 대한 개인적인 성장 이야기"로 구상했다. 몰리나는 군사 기지에서 자란 어린 시절과 캘리포니아 인스티튜트 오브 디 아츠에 입학하게 된 경험에서 영감을 받아 이 영화의 스토리를 개발했다. 감독 매들린 샤라피안은 사립 미술 학교에 대한 그의 감정을 "그곳에서 자신의 사람들을 찾았고, 자신의 세상을 찾았다"고 말했다. 그러나 몇 년 동안 프로젝트를 진행한 후, 몰리나는 "결국 마무리까지 볼 수 있는 사람이 아니었다"고 느끼며, 결국 코코 2 (2029) 작업을 위해 이 영화를 떠났다. 2024년 6월 12일, 픽사의 최고 창작 책임자 피트 닥터는 메이의 새빨간 비밀 (2022)의 감독 도미 시가 이 영화를 작업하고 있다고 밝혔다. 그녀는 2024년 8월 9일 D23 팬 행사에서 이전에 영화의 스토리보드를 작업했던 매들린 샤라피안과 함께 새로운 감독으로 공식 발표되었다. 각본은 줄리아 초, 마크 해머, 마이크 존스가 썼다. 초는 이전에 메이의 새빨간 비밀을 공동 각본했고, 존스는 이전에 픽사의 소울 (2020)과 루카 (2021)를 공동 각본했다. 제작 중에 외로움이라는 주제를 연구할 때, 감독들은 아동의 외로움과 비탄에 대해 심리학자들과 이야기했다.

### 캐스팅
2022년 9월 9일, D23 엑스포에서 아메리카 페레라와 요나스 키브레압이 각각 올가 솔리스와 그녀의 아들 엘리오의 주연 목소리 역할로 캐스팅되었다고 발표되었다. 2023년 6월 13일, 첫 번째 티저 예고편과 포스터가 공개되면서 자밀라 자밀과 브래드 개릿이 영화의 성우진에 합류했다. 2024년 8월 9일, 독터는 페레라가 스케줄 문제로 하차했다고 밝혔다. 그녀의 목소리 연기 일부는 첫 번째 티저 예고편에 남아 있다. 그 결과 올가 캐릭터는 엘리오의 이모로 다시 쓰여졌고 페레라는 조이 살다나로 교체되었다. 2024년 11월 21일, 두 번째 티저 예고편과 포스터가 공개되면서 레미 에저리와 셜리 헨더슨이 각각 글로든과 OOOOO의 목소리 연기진에 합류했다.

### 애니메이션, 디자인 및 촬영
엘리오는 베테랑 프로덕션 디자이너 할리 제시업의 마지막 픽사 영화로, 그는 시각 효과 감독 클라우디아 청 사니와 협력하여 코뮤니버스의 모습을 만들었다. 목표는 다른 어떤 영화에서도 볼 수 없는, 반투명하고 발광하며 느슨하게 정의된 중력을 가진 우주를 만들어 다양한 외계 종족을 수용하는 것이었다. 제시업은 둘이 고안한 창작 과정을 "컬리지 프로젝트"라고 불렀다. VR과 수조에서의 매크로 촬영이 이 과정에 사용되었으며, 픽사 스튜디오 파티에서 술잔으로 촬영된 테스트 영상도 있었다. 또 다른 영상은 반짝이는 비단 위에 유리 그릇에 기름과 물을 넣은 것이었다.
외계인을 위해 팀은 미생물 식물과 동물을 연구하여 이상하지만 믿을 수 있는 분위기를 포착했다. 특히 글로든의 디자인은 유충 곤충과 완보동물과 같은 미생물 생물의 영향을 받았다. 캐릭터의 가장 큰 과제는 귀엽고 오싹한 것 사이의 균형을 찾고, 눈 없이도 표정을 만드는 것이었다. 애니메이션 감독 주드 브라운빌은 글로든의 대비되는 디자인과 성격이 그를 성공시키는 데 중요했다고 말했다. 액체형 변신 슈퍼컴퓨터 OOOOO는 그녀의 역동적인 효과로 인해 기술 아티스트들에게 특히 어려운 과제였다. 그녀의 유동성은 2D 애니메이션 테스트를 통해 정의되었다. 모두의 리그: 이기거나 지거나 (2025)에서 배운 얼굴 리깅 및 기술이 활용되었다.
픽사의 새로운 루나(Luna) 조명 도구 세트는 엘리오 팀이 조명과 카메라를 동시에 정의하고 제작 초기에 미학을 정확히 파악할 수 있게 했다. CG 애니메이션에서는 라이브 액션과 달리 조명이 전통적으로 시각 효과의 마지막 단계이다. 사니는 이 기술에 대해 "우리는 그 룩의 사전 알파 버전을 얻었고, 그때 우리는 이 우주가 정말 효과가 있다는 것을 발견했다. 할리가 그 안에 넣었던 모든 광채와 반투명함이 말이다"라고 말했다. 감독들은 촬영 감독 데릭 윌리엄스와 조던 렘펠과 협력하여 E.T. (1982)와 미지와의 조우 (1977)와 같은 스티븐 스필버그의 고전 SF 영화, 그리고 리들리 스콧의 에이리언 (1979)과 존 카펜터의 괴물 (1982)과 같은 같은 시대의 R 등급 공포 영화에서 영감을 받은 시각적 언어를 만들었다. 여기에는 안개와 빛과 함께 어두운 그림자를 계산적으로 사용하여 몽환적인 분위기를 연출하는 것이 포함되었다. 이 영화는 아나모픽 렌즈를 사용하여 촬영되었다. 샤라피안은 이 결정에 대해 "라이브 액션 영화와 동일한 방식으로 실제 카메라를 사용했다"며, 예를 들어 "빛 주위에 빨간 고리"가 관객에게 빛나는 것과 같은 작은 디테일을 관찰할 수 있다고 덧붙였다.

## 음악
2024년 11월 21일, 롭 시몬센이 영화의 음악을 작곡할 것이라고 발표되었다.

## 개봉
엘리오는 2025년 6월 10일 할리우드의 엘카피탠 극장에서 시사회로 공개되었으며, 월트 디즈니 픽처스 산하의 월트 디즈니 스튜디오스 모션 픽처스를 통해 2025년 6월 20일 미국에서 극장 개봉될 예정이다. 원래는 2024년 3월 1일에 개봉될 예정이었으나, 2023년 10월 27일에 2025년 6월 13일로 연기되었다. 피트 닥터는 2024년 8월 9일에 영화의 개봉 지연이 부분적으로는 2023년 미국배우조합 파업과 픽사의 이 영화 및 다른 프로젝트의 리더십 변화 때문이라고 밝혔다. 2025년 2월 14일, 엘리오는 드래곤 길들이기 (2025년 영화)와의 경쟁을 피하기 위해 일주일 뒤로 연기되었다.

### 마케팅
프로젝트 발표 후, 2022년 9월 9일에 영화의 첫 번째 컨셉 아트가 공개되었다. 슬래시필름의 조슈아 마이어는 "픽사가 브랜드를 구축했던 신선하고 독창적인 스토리텔링처럼 들린다"고 말했다. 첫 번째 티저 예고편은 2023년 6월 13일에 공개되었으며, 오스틴 프렌치의 "Good Feeling"이 삽입되었다. 슬래시필름의 이든 앤더튼은 "이 이야기에 매력을 더하는 것은 엘리오가 가장 자신감 있는 아이가 아니라는 사실이다. 비록 그가 예술적이고 창의적이지만, 또래들과 어울리지 못하는 실내 아이다. 하지만 어쩌면 인간이 아닌 외계인들과 함께하는 것이 사회적 압력 없이 관계를 맺을 기회를 제공할 수도 있을 것이다. 이것이야말로 엘리오가 껍질을 깨고 나올 기회가 될지도 모른다"고 말했다. 루퍼의 폴리 포이수오는 "스토리를 너무 많이 드러내지는 않지만, 정말 아름답고 흥미로워 보인다"고 말했다.
새로운 로고 등 새로운 변경 사항을 공개하는 두 번째 티저 예고편은 2024년 11월 21일에 공개되었으며, 포스털 서비스의 "Such Great Heights"가 삽입되었다. 픽사 포스트의 줄리와 TJ는 이 영화가 "과거 픽사 영화인 코코, 월-E, 니모를 찾아서와 색깔 있는 캐릭터, 움직임, 조명을 통해 시각적인 비교를 불러일으켰다"고 말했다. 줄거리의 더 많은 내용을 공개하는 더 긴 공식 예고편은 2025년 3월 19일에 공개되었다.
2025년 6월 16일, 피니와 퍼브의 타이틀 캐릭터들이 엘리오와 글로든과 연락하고 캔디스가 그들이 납치되는 것을 잡으려 시도하는 교차 홍보 단편이 제작되었다.

## 평가

### 박스오피스
미국과 캐나다에서 엘리오는 28년 후와 함께 개봉될 예정이며, 개봉 주말에 3,750개 극장에서 약 2천만 달러의 수익을 올릴 것으로 예상된다.

### 비평가 반응
리뷰 애그리게이터 웹사이트 로튼 토마토에서 86% 70명의 평론가의 리뷰는 긍정적이다. 이 웹사이트의 대체적인 의견은 다음과 같다: "자존감 형성이라는 주제에 힘입어 픽사의 최신 우주 경이로운 영화 엘리오는 눈부신 효과를 내는 환상적인 독창적인 창작물로 가득 찬 세계를 자랑한다." 가중 평균을 사용하는 메타크리틱은 이 영화에 100점 중 67점을 부여했으며 이는 30명의 평론가를 기반으로 "대체로 호의적인" 평가를 받았다.

## 메모
1. ↑  Distributed under the 월트 디즈니 픽처스 banner.